# Pronuptia
Pronuptia est une entreprise française créée en 1958 par Marie et Henri Micmacher. Le groupe Pronuptia conçoit, distribue et vend des robes de mariée, des costumes de marié et des robes de soirée sous 2 marques : Pronuptia et Mademoiselle Amour. Les produits Pronuptia sont vendus dans plus de 40 boutiques en France, mais aussi en Belgique, Pologne, Portugal, Tunisie, Mexique, Canada et Brésil. Philippe Macé est Président et propriétaire du Groupe depuis 2008. Le siège social est basé à Louverné (Mayenne).
Le groupe est placé le 6 septembre 2019 en liquidation judiciaire.

## Historique
En 1958, Marie et Henri Micmacher créent la marque Pronuptia en ouvrant une première boutique Rue du Faubourg-Montmartre à Paris et inventent ainsi la robe de mariée prêt-à-porter. En effet, jusqu'alors, il fallait en passer par une couturière pour assembler les différents éléments constituant une robe. La boutique familiale propose dès 1963 un magasin sous franchise à Lyon ce qui en fait avec Phildar l’un des fondateurs de la franchise en France.
Avec le décès de Henri Micmacher en 1978, son fils Michel Micmacher prend la direction de l'entreprise. En 1988, Azzedine Alaïa dessine une collection de robe de mariée pour la marque.

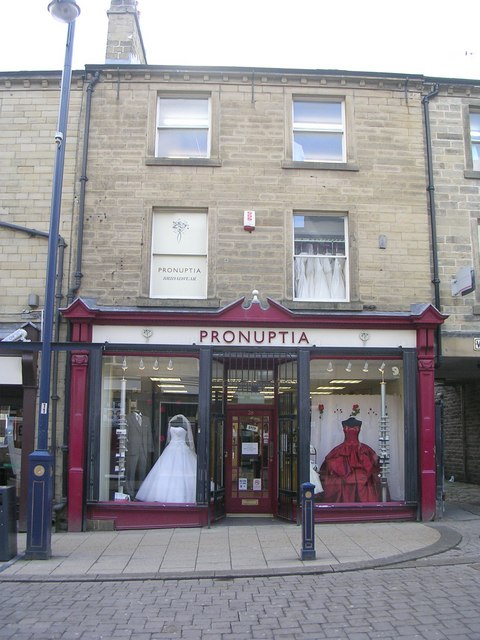
Boutique Pronuptia sur King Street à Huddersfield au Royaume-Uni.

En 2005, l'entreprise familiale Prudence Macé spécialisée dans la fourniture d'accessoires de mariages rachète 6 points de vente de Pronuptia en Allemagne.
En 2008, Pronputia est en difficulté financière et après un redressement judiciaire l'entreprise est rachetée par Nuptialliance détenue par Prudence Macé qui comprend les magasins de périphérie Point Mariage (65 points de vente de 300 à 500 m2, dont 6 à l’étranger) et les boutiques de centre-ville Complicité (55  dont 9 à l'étranger). Pronuptia compte alors 7 succursales, 26 franchises et 57 points de distribution en multimarques en France ainsi que 97 boutiques en franchise à l’international, dont 54 en Grande-Bretagne et 11 au Portugal. En 2009, après une prise de conscience de l'importance du nom Pronuptia avec ses produits haut de gamme pousse la société Nuptialliance à se rebaptiser Groupe Pronuptia.
En juillet 2012, le groupe est mis en redressement judiciaire.
En juillet 2013, le groupe se restructure et ne conserve que les Point Mariage (pour moitié des succursales) et les Pronuptia sous franchises, abandonnant les enseignes Complicité, la société est radiée le 21 janvier 2014,
Le groupe a ouvert une boutique spécial homme Rue de la Trinité, à Paris en septembre 2014,. 
Le groupe a lancé la marque Mademoiselle Amour, annonce la création début 2015 d'un site web marchand ainsi de la création d'un réseau en Chine.
Le groupe est placé le 6 septembre 2019 en liquidation judiciaire. La montée en puissance des sites ventes en ligne (jjshouse, readmod, rosaclara, cymbelyne, ericbridal, ligghtintebox, milanoo, hebeos, robedemariage, bridesire etc) le plus souvent basés en Chine a considérablement dégradé le marché des robes de mariées.

### Recherche de repreneurs
Le 20 septembre 2019 Erwan Merly administrateur judiciaire à Rennes recherche des repreneurs pour :
- La société Groupe Pronuptia, centrale d'achat et entité principale du groupe (31 salariés) et son réseau de 24 franchisés et affiliés.
- Pronuptia Succursales(79 salariés) et 25 succursales
- Point Mariages Succursales (146 salariés) et 25 succursales

Le tout réalisant un chiffre d'affaires consolidé de 21 millions d'euros.
La date de dépôt des offres est fixé au 30 octobre 2019.
En février 2020 le tribunal de  commerce de Laval a rejeté, dans un jugement, l'ensemble des offres de reprise déposées pour préserver le distributeur français de robes de mariée.
L’acquisition de la marque par le groupe Alexis Mariage a été validée par le tribunal de commerce le 27 novembre 2020. Une satisfaction pour le dirigeant, qui entend donner une seconde vie à ce nom historique du mariage. "Je suis issu d’une famille qui évolue dans ce secteur depuis plusieurs générations: mes grands-parents ont travaillé pour Pronuptia, en tant que sous-traitants, mes parents ont ensuite créé des modèles pour elle et lancé leur propre activité de robes de mariées… Impossible pour moi de laisser la marque s’échapper. Pronuptia va rouvrir le bal après la crise", annonce Alexis Bleines, qui évolue comme distributeur de marques de robes de mariées européennes (Modeca, Hervé Paris, Matrimonia…) auprès des détaillants spécialisés dans toute la France.

## Les marques du Groupe Pronuptia

### Pronuptia
- Robes de mariée
- Robes Cocktail (collection non-reconduite en 2016)

### Mademoiselle Amour
- Robes de mariées
- Robes Cocktail

### Monsieur Pronuptia
- Costumes, Smoking et Jaquettes

### Pronuptia Création
- Robes de mariée (collection non-reconduite en 2012)

### Complicité
- Robes de mariée (collection non-reconduite en 2012